# Seaside (Oregon)
Pour les articles homonymes, voir Seaside.
Seaside est une municipalité américaine située dans le comté de Clatsop en Oregon. Lors du recensement de 2010, sa population est de 6 457 habitants.

## Géographie

### Situation
La ville est située sur la rivière Necanicum (en), parallèle à la côte pacifique. La municipalité s'étend sur 4,13 milles carrés (10,7 km2), dont 0,2 milles carrés (0,52 km2) d'étendues d'eau.

### Démographie
La population de Seaside est estimée à 6 685 habitants au 1er juillet 2016.
Le revenu par habitant était en moyenne de 26 031 dollars par an entre 2012 et 2016, en-dessous de la moyenne de l'Oregon (28 822 dollars) et de la moyenne nationale (29 829 dollars). Sur cette même période, 17,7 % des habitants de Seaside vivaient sous le seuil de pauvreté (contre 13,3 % dans l'État et 12,7 % à l'échelle des États-Unis).

### Climat
| Mois                                  | jan.     | fév.     | mars    | avril   | mai     | juin    | jui.    | août    | sep.    | oct.    | nov.     | déc.     | année    |
| ------------------------------------- | -------- | -------- | ------- | ------- | ------- | ------- | ------- | ------- | ------- | ------- | -------- | -------- | -------- |
| Température minimale moyenne (°C)     | 4,1      | 3,6      | 4,2     | 5,4     | 7,9     | 10,2    | 11,7    | 11,9    | 10,1    | 7,6     | 5,4      | 3,6      | 7,1      |
| Température moyenne (°C)              | 7,6      | 7,5      | 8,2     | 9,4     | 11,7    | 13,3    | 15      | 15,6    | 14,6    | 12      | 9,1      | 7,1      | 10,9     |
| Température maximale moyenne (°C)     | 11       | 11,4     | 12,3    | 13,4    | 15,4    | 16,7    | 18,3    | 19,1    | 19,2    | 16,4    | 12,8     | 10,7     | 14,7     |
| Record de froid (°C) date du record   | −12 1980 | −13 1989 | −6 2012 | −4 1975 | −3 2012 | 2 1974  | 2 1940  | 0 1986  | −1 1983 | −4 1935 | −10 1955 | −15 1972 | −15 1972 |
| Record de chaleur (°C) date du record | 23 1940  | 25 1984  | 26 1947 | 30 2014 | 30 1978 | 29 1958 | 31 1952 | 32 1968 | 35 1974 | 33 1987 | 26 1962  | 22 2004  | 35 1974  |
| Précipitations (mm)                   | 280,2    | 204,5    | 239,3   | 166,6   | 98,3    | 67,6    | 24,1    | 30,5    | 73,9    | 168,4   | 305,1    | 290,1    | 1 948,4  |
| Nombre de jours avec précipitations   | 20       | 17,3     | 19,1    | 17,6    | 13,6    | 11      | 7       | 6,6     | 8,3     | 14      | 20,3     | 20,2     | 175      |

| Diagramme climatique                                  |              |              |              |             |              |              |              |              |              |              |              |
| J                                                     | F            | M            | A            | M           | J            | J            | A            | S            | O            | N            | D            |
| 114,1280,2                                            | 11,43,6204,5 | 12,34,2239,3 | 13,45,4166,6 | 15,47,998,3 | 16,710,267,6 | 18,311,724,1 | 19,111,930,5 | 19,210,173,9 | 16,47,6168,4 | 12,85,4305,1 | 10,73,6290,1 |
| Moyennes : • Temp. maxi et mini °C • Précipitation mm |              |              |              |             |              |              |              |              |              |              |              |

## Histoire
Seaside (qui signifie « bord de mer » en français) est une station balnéaire populaire de l'Oregon. Elle prend son essor à partir de la construction de la Holladay House par le magnat des transports Ben Holladay (en). Elle devient une municipalité en février 1899.